# ソラリオ
ソラリオ (Solario) はアイルランド生まれの競走馬及び種牡馬である。

## 経歴

### 出自
ソラリオは1922年にアイルランドで生まれ、生産者はthe 4th Earl of Dunravenであった。父ゲインズバラは1918年の英三冠馬であり、後にハイペリオンを出し、後世に名を残す優秀な種牡馬であった。
母Sun Worshipは1911年の英愛リーディングサイアーであるSundridgeの産駒であり、半姉Voleuseの産駒に日本で種牡馬として活躍したセフト、全妹Imageryの産駒にアイルランド最初の三冠馬Museum、同二冠馬Phideas兄弟がいる。

### 競走馬時代
2歳になった1924年にデビューすると、エクセターステークスに勝利し、ミドルパークステークスでも2着に入った。
3歳になった1925年はイギリスのクラシックレースに出走し、2000ギニーとダービーステークスではともにMannaの4着であったが、最後のセントレジャーステークスを3馬身差で優勝し、Mannaの三冠を阻んだ。また、この年にはアスコット競馬場のアスコットダービーでも勝利している。4歳も現役を続け、コロネーションカップを15馬身差で優勝し、アスコットゴールドカップにも優勝した。

### 種牡馬時代
ソラリオは、1937年に産駒の牡馬Mid-day Sunがダービーで優勝し、牝馬Exhibitionnistが1000ギニーとオークスの二冠を達成したことなどにより、英愛リーディングサイアーに輝いた。

## 血統

### 血統表
| ソラリオの血統（ゲインズバラ系（タッチストン系）/Hampton S4×M4=12.5%、Galopin S4×S5×M5= 12.5%、Hermit M5×M5=6.25%） | ソラリオの血統（ゲインズバラ系（タッチストン系）/Hampton S4×M4=12.5%、Galopin S4×S5×M5= 12.5%、Hermit M5×M5=6.25%） | ソラリオの血統（ゲインズバラ系（タッチストン系）/Hampton S4×M4=12.5%、Galopin S4×S5×M5= 12.5%、Hermit M5×M5=6.25%） | （血統表の出典）         | （血統表の出典） |
| 父 Gainsborough 1915 鹿毛 イギリス                                                                                  | 父の父Bayardo 1906 鹿毛                                                                                             | Bay Ronald | Hampton                  | Hampton          |
| 父 Gainsborough 1915 鹿毛 イギリス                                                                                  | 父の父Bayardo 1906 鹿毛                                                                                             | Bay Ronald | Black Duchess            |                  |
| 父 Gainsborough 1915 鹿毛 イギリス                                                                                  | 父の父Bayardo 1906 鹿毛                                                                                             | Galicia | Galopin                  | Galopin          |
| 父 Gainsborough 1915 鹿毛 イギリス                                                                                  | 父の父Bayardo 1906 鹿毛                                                                                             | Galicia | Isoletta                 |                  |
| 父 Gainsborough 1915 鹿毛 イギリス                                                                                  | 父の母Rosedrop 1907 黒鹿毛                                                                                          | St.Frusquin | St.Simon                 | St.Simon         |
| 父 Gainsborough 1915 鹿毛 イギリス                                                                                  | 父の母Rosedrop 1907 黒鹿毛                                                                                          | St.Frusquin | Isabel                   |                  |
| 父 Gainsborough 1915 鹿毛 イギリス                                                                                  | 父の母Rosedrop 1907 黒鹿毛                                                                                          | Rosaline | Trenton                  | Trenton          |
| 父 Gainsborough 1915 鹿毛 イギリス                                                                                  | 父の母Rosedrop 1907 黒鹿毛                                                                                          | Rosaline | Rosalys                  |                  |
| 母 Sun Worship 1912 鹿毛                                                                                            | 母の父Sundridge 1898 栗毛                                                                                           | Amphion | Rosebery                 | Rosebery         |
| 母 Sun Worship 1912 鹿毛                                                                                            | 母の父Sundridge 1898 栗毛                                                                                           | Amphion | Suicide                  |                  |
| 母 Sun Worship 1912 鹿毛                                                                                            | 母の父Sundridge 1898 栗毛                                                                                           | Sierra | Springfield              | Springfield      |
| 母 Sun Worship 1912 鹿毛                                                                                            | 母の父Sundridge 1898 栗毛                                                                                           | Sierra | Sanda                    |                  |
| 母 Sun Worship 1912 鹿毛                                                                                            | 母の母Doctrine 1899 鹿毛                                                                                            | Ayrshire | Hampton                  | Hampton          |
| 母 Sun Worship 1912 鹿毛                                                                                            | 母の母Doctrine 1899 鹿毛                                                                                            | Ayrshire | Atalanta                 |                  |
| 母 Sun Worship 1912 鹿毛                                                                                            | 母の母Doctrine 1899 鹿毛                                                                                            | Axiom | Peter                    | Peter            |
| 母 Sun Worship 1912 鹿毛                                                                                            | 母の母Doctrine 1899 鹿毛                                                                                            | Axiom | Electric Light (F-No.26) |                  |